# 小博恩霍斯特湖

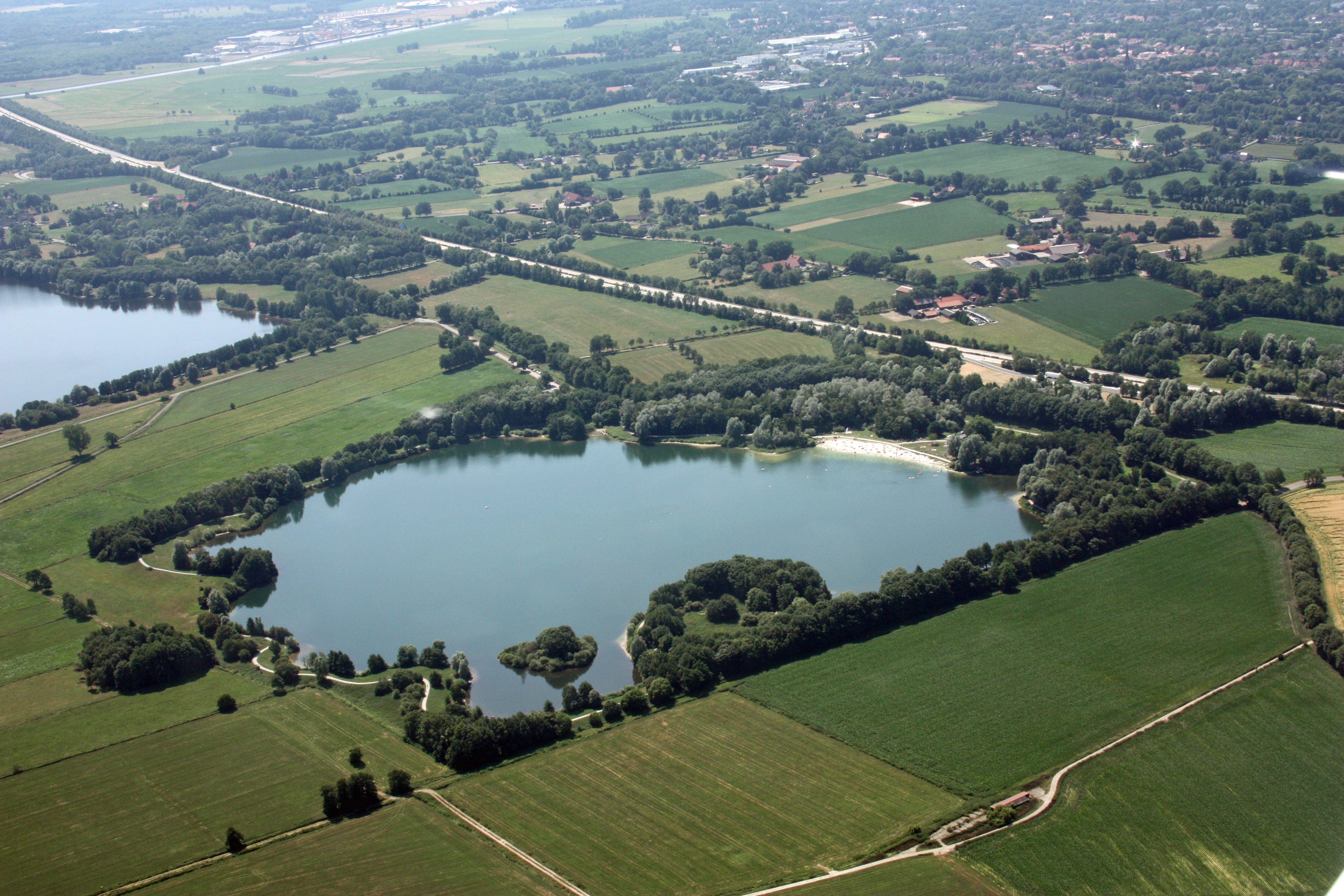

53°11′2″N 8°16′8″E / 53.18389°N 8.26889°E
小博恩霍斯特湖（德語：Kleiner Bornhorster See），是德國的湖泊，位於該國西北部，由下薩克森州負責管轄，處於奧爾登堡，長0.6公里、寬0.5公里，面積0.2平方公里，處於海平面水平，最大水深18米，湖岸線長度2公里。